# Teemu Elomo
Teemu Elomo (Turku, Finnország, 1979. január 13. –) finn jégkorongozó.

## Karrier
Komolyabb junior karrierjét a TPS Turku junior csapatában kezdte 1992–1993-ban. 1995–1996-ban bemutatkozott a finn másodosztályban a Kiekko-67 Turku csapatában. Részt vett az 1996-os junior jégkorong-Európa-bajnokságon. 1996–1997-ben már játszhatott a finn legfelső ligában a TPS Turku csapatában. Az 1997-es NHL-drafton a Dallas Stars választotta ki az ötödik kör 132. helyén. Az 1997-es junior jégkorong-Európa-bajnokságon is képviselhette hazáját. 1997–1998-ban már 26 finn elsőosztályú mérkőzésen léphetett jégre. Az 1998-as és 1999-es junior jégkorong világbajnokságon is játszhatott. 2001-ig volt a TPS Turku kerettagja. 2001–2005 között a finn Blues Espoo csapatát erősítette. 2005 és 2009 között a svéd Mora IK-ben játszott. 2009–2010 között a dán ligában, utána pedig ismét Svédországban, ám ezúttal a másodosztályban játszott.